# Partisà
El terme partisà refereix a un membre d'una força militar irregular formada amb la finalitat d'oposar-se, per mitjà de la resistència armada, al control d'una àrea per part d'una potència estrangera o per un exèrcit d'ocupació. En aquest context, el terme acostuma a referir-se als moviments de resistència oposats al règim nazi en diversos països (especialment, a Itàlia i Iugoslàvia) durant la Segona Guerra Mundial. Els resistents contra l'ocupació franquista a l'estat espanyol durant la Guerra Civil (1936-1939) es diuen més aviat maquisards. Els partisans valencians de l'arxiduc Carles d'Àustria en la batalla d'Almansa de 1707 contra de Felip V es deien maulets.

## Origen
El mot prové de l'italià partigiano, i significa «persona que pren partit». El 1917 el filòsof italià Antonio Gramsci (1891-1937) va escriure: «Odio els indiferents. Crec que viure vol dir prendre partit. Qui veritablement viu, no pot deixar de ser ciutadà i partisà. La indiferència i l'abúlia són parasitisme, són berganteria, no vida. Per això odio els indiferents.»
El concepte primigeni de guerra partisana va ser l'ús de tropes sorgides de la població local en una zona de guerra (o, en alguns casos, tropes regulars), que operarien darrere les línies enemigues per malmetre les comunicacions, assetjar pobles i posicions, emboscar combois, imposar contribucions o impostos de guerra, atacar punts logístics i obligar les forces enemigues a dispersar-se i a protegir les seves bases d'operacions. Va ser sota aquest concepte que, posteriorment, es formarien les bases dels exploradors partisans durant la Guerra Civil americana. En aquell conflicte, i en essència, els partisans americans serien més aviat forces de comando de la Segona Guerra Mundial que no pas com els partisans que operaven a l'Europa ocupada. Aquests combatents haurien estat considerats legalment com a membres uniformats dels seus països.
Els partisans de mitjans del segle xix eren substancialment diferents de la cavalleria o de les forces de guerrilla. Els partisans russos van tenir un paper crucial en la caiguda de Napoleó. La seva resistència ferotge va ajudar a la derrota napoleònica a Rússia el 1812.

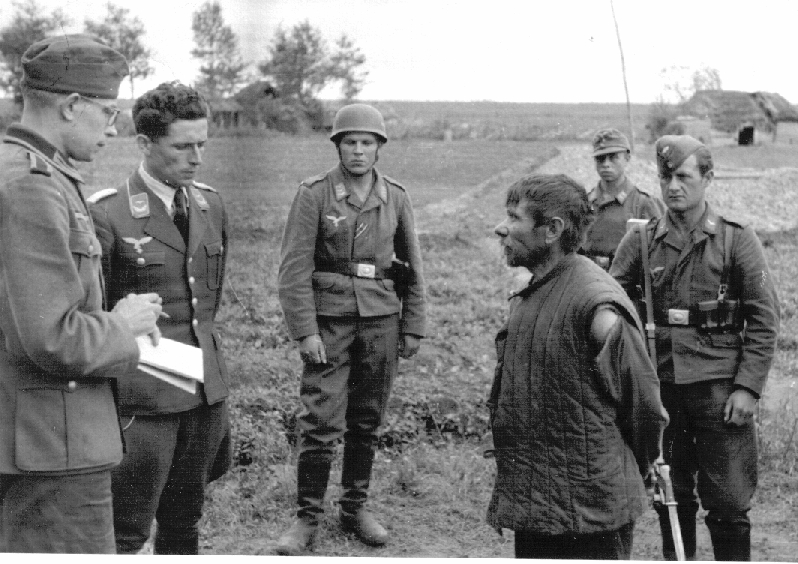
Alemanys interrogant un partisà soviètic a l'óblast de Nóvgorod l'estiu de 1942.

Va ser durant la II Guerra mundial en què el terme partisà s'emprà ja de manera definitiva per a definir les tropes irregulars d'oposició a una potència ofensiva o d'ocupació. Els partisans soviètics, especialment Moviment de Resistència Belarús, els quals actuaven a Belarús, van ser molt efectius a erosionar les forces alemanyes i a dificultar les seves operacions a la regió. Com a resultat, l'autoritat soviètica va ser restablerta ben profundament als territoris controlats pels alemanys. Hi havia, fins i tot, kolkhozos per a produir menjar pels partisans. Els partisans iugoslaus comunistes van ser una força capdavantera en l'alliberament del seu país durant la Guerra d'Alliberament del poble de Iugoslàvia.

## Algunes organitzacions de partisans
- Alçament Nacional eslovac
- Armia Krajowa
- Armia Ludowa
- Bataliony Chłopskie
- Batalló Kuperjanov
- Exèrcit Insurgent ucraïnès
- Germans del Bosc
- Maquis
- Maulets
- Partisans albanesos
- Moviment de Resistència italiana
- Moviment de Resistència polonesa durant la II Guerra mundial
- Operació Antropoide
- Organització de Combat jueva
- Partisans Franc Tireurs
- Partisans iugoslaus
- Partisans jueus
- Partisans soviètics
- Resistència grega
- Unitats irregulars armènies
- Werwolf

## En l'art
- Bella ciao (anònim), canço popular italiana
- Com un vell partisà, (2014) cançó de l'àlbum PS de Pep Sala amb lletra de Joan Capdevila[7]
- The partisan, cançó de Leonard Cohen.[8]
- Una vida difícil, (1961) pel·lícula de Dino Risi, sobre el difícil retorn a la vida normal d'un partisà italIl partigiano Johnny, Einaudi, Torino, 1968
- Il partigiano Johnny (1968) i La paga del sabato (1969), novel·les de Beppe Fenoglio.[9]
- La vídua descalça (2008) de Salvatore Niffoi, traduït per Pau Vidal i Gavilán[10]